# Krajevni vetrovi v Sloveniji
Na prisojni legi gorskih pobočji se razvijejo značilni pobočni vetrovi. Podnevi zaradi močnega segrevanja pobočji pihajo navzgor, kar s pridom izkoriščajo jadralci in padalci, ponoči pa navzdol. Podobni vetrovi so značilni tudi za doline v smeri jug-sever.
Zaradi razlik pri segrevanju zraka nad kopnim in morjem nastajajo obalni vetrovi. Podnevi se bolj segreje kopno, zato pri tleh piha zrak z bolj hladnega morja na razgreto kopno. Takšen osvežilen veter poznamo kot maestral.
Ponoči je obratno. Ker se kopno bolj ohladi od morja, piha pri tleh s kopna na bolj toplo morje veter, ki ga poznamo kot burin.